# Saltos en los Juegos Olímpicos de Atenas 2004 – categoría masculina, sincronizados trampolín 3 metros
El salto de trampolín de 3 metros sincronizado en categoría  masculina fue uno de los ocho eventos de salto incluidos en el programa Saltos en los Juegos Olímpicos de Verano de 2004.
La competición se resolvió directamente en una final:
Final
16 de agosto - Cada pareja de saltadores de trampolín realizó cinco saltos elegidos libremente de los cinco grupos de saltos, con dos de los saltos limitados a un grado de dificultad 2.0 y el resto sin limitación. Los saltadores podían realizar diferentes saltos durante la misma inmersión si ambos presentaban el mismo grado de dificultad. La clasificación final vino determinada por la puntuación obtenida por la pareja una vez que hubieron realizado las cinco inmersiones.

## Resultados
La quinta y última ronda de saltos fue el escenario de una extraña secuencia de eventos, comenzando con un espectador que saltó a la piscina. 
Los entonces líderes Peng Bo y Wang Kenan de China fallaron en su último salto, por lo que se les otorgaron cero puntos. 
La pareja rusa de gran prestigio, aunque solo en el quinto lugar en ese momento, tuvo la oportunidad de ascender en la clasificación con su salto final, que tenía un nivel de dificultad potencialmente alto de 3.5. Uno de los saltadores, sin embargo, golpeó el borde de la tabla con los pies a la mitad de un salto mortal.
La pareja estadounidense, en segundo lugar en ese momento, también obtuvo puntuaciones sorprendentemente bajas en su última inmersión al hacer de hecho un salto bomba. 
Esto dejó a los griegos, que ya habían realizado su salto definitivo sin ser conscientes del inminente derrumbamiento de sus competidores, como vencedores del oro, el primero de Grecia en buceo y el primer oro de los anfitriones de los Juegos Olímpicos de Atenas 2004.
| Rango | Nación                                                     | Inmersiones | Inmersiones | Inmersiones | Inmersiones | Inmersiones | Puntuación final </br> después de cinco inmersiones | Puntuación después </br> cuatro inmersiones | Rango después de </br> cuatro inmersiones |
| Rango | Nación                                                     | 1           | 2           | 3           | 4           | 5           | Puntuación final </br> después de cinco inmersiones | Puntuación después </br> cuatro inmersiones | Rango después de </br> cuatro inmersiones |
| ----- | ---------------------------------------------------------- | ----------- | ----------- | ----------- | ----------- | ----------- | --------------------------------------------------- | ------------------------------------------- | ----------------------------------------- |
| 1     | Grecia (GRE) · Thomas Bimis · Nikolaos Siranidis           | 54,60       | 52,80       | 78.30       | 84,00       | 83,64       | 353,34                                              | 269,70                                      | 4                                         |
| 2     | Alemania (GER)</img> · Tobias Schellenberg · Andreas Wels  | 52,20       | 52,80       | 83,16       | 77,19       | 84,66       | 350.01                                              | 265,35                                      | 6                                         |
| 3     | Australia (AUS)</img> · Steven Barnett · Robert Newbery    | 51,60       | 54,00       | 80,58       | 84,66       | 78,75       | 349,59                                              | 271.09                                      | 3                                         |
| 4     | Cuba (CUB)</img> · Jorge Betancourt · Erick Fornaris       | 52,80       | 54,60       | 78.12       | 69.30       | 83,64       | 338,46                                              | 254,82                                      | 8                                         |
| 5     | Reino Unido (GBR)</img> · Tony Ally · Mark Shipman         | 50,40       | 49,80       | 79,98       | 81,90       | 72,90       | 334,98                                              | 262.08                                      | 7                                         |
| 6     | Estados Unidos (USA)</img> · Justin Dumais · Troy Dumais   | 51,00       | 51,60       | 79.05       | 89,76       | 55,65       | 327.06                                              | 271,41                                      | 2                                         |
| 7     | Rusia (RUS)</img> · Alexander Dobroskok · Dmitri Sautin    | 54,00       | 57,00       | 76,50       | 78,54       | 46,20       | 312.24                                              | 266.04                                      | 5                                         |
| 8     | República Popular China (CHN)</img> · Peng Bo · Wang Kenan | 51,60       | 54,00       | 86,49       | 91,80       | 0,00        | 283,89                                              | 283,89                                      | 1                                         |